# Cerco à embaixada argentina na Venezuela
O cerco à embaixada da Argentina na Venezuela foi um cerco à residência do embaixador argentino na Venezuela realizado pelo regime de Nicolás Maduro no contexto da crise pós-eleitoral venezuelana. Anteriormente, a embaixada teve três cercos não consecutivos realizados de 30 de julho a 1 de setembro, de 7 a 8 de setembro e sitiada novamente em 23 de novembro até 6 de maio de 2025.
Como a embaixada aceitou como requerentes de asilo seis dissidentes políticos ligados à líder da oposição María Corina Machado, o seu fornecimento de eletricidade foi cortado. Em 30 de julho, Pedro Urruchurtu, requerente de asilo político na embaixada, relatou um cerco ao local, que cessou após o rompimento das relações entre os dois países, a expulsão dos diplomatas argentinos e a transferência do controle para o Brasil.
Quando o presidente da Venezuela, Nicolás Maduro, relatou a decisão de revogar "imediata e unilateralmente" a permissão para o Brasil vigiar a embaixada que possuía desde 1º de agosto, Mais uma vez foram relatadas “patrulhas dos serviços de inteligência e forças de segurança venezuelanos em torno da residência oficial em Caracas”, desta vez numa denúncia formal do Ministério de Relações Exteriores da Argentina.
No dia 23 de novembro, Pedro Urruchurtu voltou a informar que funcionários cercavam a sede diplomática e que haviam cortado o serviço elétrico, sendo este o terceiro cerco.
Os acontecimentos tiveram ampla repercussão na região, com condenações de Brasil, Chile, Costa Rica, Estados Unidos, Guatemala, Paraguai, Peru e Uruguai, que manifestaram solidariedade à Argentina.

## Antecedentes

### Opositores venezuelanos na embaixada
Em 26 de março de 2024, o governo argentino concedeu asilo político a seis opositores do governo de Nicolás Maduro (Pedro Urruchurtu, Humberto Villalobos, Claudia Macero, Omar González, Fernando Martínez Mottola e Magalli Meda). A embaixada argentina já tinha comunicado o corte de energia à sua residência oficial em Caracas um dia depois de a delegação ter recebido os líderes políticos venezuelanos. O governo argentino disse em outra ocasião que tomaria "ações diplomáticas" contra Maduro depois que o governo venezuelano decidiu fechar seu espaço aéreo aos aviões argentinos.

## Eleições na Venezuela
Em 28 de julho de 2024, foram realizadas eleições presidenciais na Venezuela, para eleger um novo presidente para um mandato constitucional de 6 anos. As eleições presidenciais não foram livres nem justas; ocorreram num contexto em que o governo de Nicolás Maduro controla todos os poderes do Estado e reprime a oposição política.
No mesmo dia, o Conselho Nacional Eleitoral declarou Nicolás Maduro vencedor com 51,95% dos votos, enquanto Edmundo González ficaria em segundo lugar com 43,18% dos votos. Tanto María Corina Machado como Edmundo González rejeitaram os resultados da CNE e reivindicaram vitória. González, em evento acompanhado por Machado, disse: "Os venezuelanos e o mundo inteiro sabem o que aconteceu... Nossa luta continua e não descansaremos até que a vontade do povo venezuelano seja respeitada". Enquanto os venezuelanos contrários a Nicolás Maduro saíram para protestar em vários locais do país.

## Primeiro cerco

Países que reconhecem Edmundo González como o presidente legítimo da Venezuela.

### Recusa argentina aos resultados
Antes de serem anunciados os primeiros resultados, o presidente argentino, Javier Milei, tratou o governo de Maduro como uma "ditadura comunista" e que "a Argentina não vai reconhecer outra fraude e espera que desta vez as Forças Armadas defendam a democracia e a vontade popular".
Pedro Urruchurtu, requerente de asilo político na Embaixada, denunciou um cerco de homens encapuzados à residência oficial da missão diplomática argentina no dia 30 de julho.
A declaração de Maduro como vencedor foi rapidamente seguida por uma mistura de ceticismo e críticas por parte dos líderes da maioria dos países latino-americanos. Entre eles, a Argentina, o presidente Javier Milei (a quem Maduro já havia chamado de "malparido") criticou os resultados foram duros. e o Itamaraty emitiu um novo comunicado em 7 de agosto, declarando "sem dúvida o triunfo do candidato Edmundo González".
A Argentina publicou uma declaração conjunta com outros países da região na qual exigiam uma revisão dos resultados e uma reunião urgente na Organização dos Estados Americanos, devido à qual a Venezuela rompeu relações diplomáticas com a Argentina.

## Segundo cerco

### Custódia brasileira da embaixada
Em 1º de agosto, o presidente argentino, Javier Milei, em uma mensagem publicada no X, agradeceu ao Brasil por ter assumido a custódia da embaixada, pois, segundo ele, "o pessoal diplomático argentino teve que deixar a Venezuela como represália do ditador Maduro por nossa condenação da fraude perpetrada no último domingo" e que "em breve reabriremos nossa embaixada em uma Venezuela livre e democrática".
A bandeira brasileira também foi hasteada na embaixada argentina em Caracas, marcando o início da representação brasileira e a extensão de sua proteção aos refugiados, apesar das tensões entre Javier Milei e Lula da Silva por questões ideológicas. A custódia brasileira foi comparada por Andrés Cisneros ao papel que o Brasil desempenhou durante a guerra das Malvinas, representando a Argentina perante o Reino Unido até que as relações diplomáticas fossem retomadas.
Em 22 de agosto, um funcionário da embaixada venezuelana foi detido pelo Serviço Bolivariano de Inteligência e liberado no dia seguinte após esforços diplomáticos.
O governo de Nicolás Maduro informou em um comunicado que a Venezuela foi "forçada" a tomar a decisão de revogar a permissão do Brasil por supostas "atividades terroristas" e "tentativas de assassinato contra Nicolás Maduro". Após o exílio, no dia seguinte, do candidato presidencial Edmundo González, que estava hospedado na residência da embaixada espanhola e é reconhecido pela Argentina como presidente eleito, o fornecimento de eletricidade foi restaurado e o segundo cerco foi encerrado.

## Terceiro cerco
Em 23 de novembro de 2024, teve início um terceiro cerco à casa do embaixador argentino em Caracas, depois que Magalli Meda, da casa do embaixador, postou um vídeo na rede social Instagram em apoio ao protesto de 1º de dezembro com um batom vermelho para pintar a palma de uma mão em mais de 400 cidades, em suas palavras: "Os venezuelanos estão se reunindo no Grande Protesto Mundial para exigir que o TPI aja, pedindo "¡Basta YA!"("Já chega!"). Pedro Urruchurtu, um solicitante de asilo político na embaixada, denunciou pouco antes das 19:00 (horário local) que oficiais encapuzados da Diretoria de Ações Estratégicas e Táticas do Corpo de Polícia Nacional Bolivariana (DAET) e do Serviço de Inteligência Nacional Bolivariano haviam aparecido nas proximidades da embaixada argentina em Caracas com armas longas e cercado a sede diplomática. Após mais de 5 horas de cerco, Urruchurtu confirmou que os agentes de segurança, como parte do cerco, cortaram o fornecimento de eletricidade à residência do embaixador. Ele também confirmou que os agentes haviam bloqueado o acesso à rua e que drones aéreos "bloquearam o sinal de celular".
Várias entidades reagiram e condenaram o cerco. O Ministério das Relações Exteriores da Argentina disse que "a República da Argentina condena os atos de assédio e intimidação contra os solicitantes de asilo na embaixada argentina em Caracas, atualmente sob a proteção diplomática do governo do Brasil". O Comando com Venezuela, que reúne a oposição, alertou a comunidade internacional e exigiu a interrupção imediata das ações intimidatórias com o slogan "¡Basta YA de persecución!" ("Já chega de perseguição!"). Luis Almagro, Edmundo González e senadores dos EUA também condenaram os eventos.
Em 26 de novembro, a plataforma Comando com Venezuela denunciou o roubo de fusíveis elétricos da embaixada argentina, que foi o motivo da interrupção do fornecimento de eletricidade ao local. Pedro Urruchurtu, em uma postagem no X, indicou às 19:00 horas locais (23:00 GMT) que "mais de 24 horas sem eletricidade desde que os fusíveis foram levados".
Em 27 de novembro, Omar Gonzáles, um dos solicitantes de asilo político na embaixada, denunciou em uma postagem no X que o regime de Nicolás Maduro restringiu o fornecimento de água à residência; na mesma rede, Pedro Urruchurtu revelou que as forças policiais que cercavam a embaixada impediram o acesso a um caminhão-tanque com água potável.
Em 28 de novembro, depois de mais de 120 horas de cerco à embaixada, o líder da oposição e reconhecido por 13 países como presidente eleito, Edmundo González, condenou os atos de pressão sobre a embaixada que violam as convenções internacionais sobre proteção diplomática, o que agrava profundamente a situação humanitária dos seis solicitantes de asilo abrigados na residência devido às restrições extremas de alimentos, água e eletricidade que sofrem das forças de segurança estacionadas ao seu redor.

### Aumento das tensões
Em 29 de novembro, o Senado do Paraguai aprovou uma declaração condenando o tratamento dado pelo regime de Maduro à embaixada, em um documento que detalha que essas ações representam um perigo para a integridade física e psicológica dos seis solicitantes de asilo que permanecem no local.

As ações do governo de Nicolás Maduro constituem uma grave violação dessas obrigações internacionais, colocando em risco a integridade física e psicológica dos solicitantes de asilo e do pessoal diplomático argentino. Além disso, essas medidas representam uma escalada na repressão contra a oposição política na Venezuela, demonstrando desprezo pelos direitos humanos e pelas normas do direito internacional.— Extrato do documento, Senado do Paraguai
Em 30 de novembro, Pedro Urruchurtu informou que o abastecimento de água na embaixada havia finalmente acabado, depois de racionar a água que ainda restava no tanque da residência.
María Corina Machado denunciou que os solicitantes de asilo na embaixada argentina "são reféns que estão sendo torturados” e que “estão submetidos a uma situação brutal, sem eletricidade, sem água, não podem receber visitas. Eles são reféns que estão sendo torturados em território argentino". O grupo IDEA denunciou o governo por querer transformar a embaixada em uma prisão, aplicando métodos de tortura que vão contra o direito universal à vida.
Em 9 de dezembro, em resposta à reivindicação do Ministério das Relações Exteriores da Argentina, os governos do Uruguai, Costa Rica e Paraguai condenaram mais uma vez os eventos e expressaram sua solidariedade à reivindicação argentina. Em 11 de dezembro, o Ministro das Relações Exteriores da Argentina, Gerardo Werthein, interveio na OEA sobre a situação dos solicitantes de asilo na embaixada, onde exigiu "a concessão imediata de salvo-conduto (...), reafirmando a necessidade de garantir a inviolabilidade das missões diplomáticas e respeitar plenamente o direito ao asilo diplomático (...)" e solicitou à OEA que "tome as medidas necessárias para garantir o direito ao asilo diplomático (...)" e pediu ao Ministério das Relações Exteriores da Argentina que "respeite o direito ao asilo diplomático (...)" e conclamou a OEA a agir antes que ocorra uma 'tragédia'. A Argentina foi acompanhada na intervenção pelo Canadá, Chile, Costa Rica, El Salvador, Guatemala, Haiti, Panamá, Paraguai, Peru, República Dominicana, Suriname, Estados Unidos, Estados Unidos e Uruguai.
No dia 10 de dezembro, um gendarme argentino identificado como Agustín Nahuel Gallo, da província de Catamarca, que faz parte do 27º Esquadrão de "Uspallata", em Mendoza, e que estava vigiando a passagem da fronteira entre o Chile e a Argentina, depois de viajar da Colômbia para a Venezuela para visitar sua companheira e seu filho (que têm nacionalidade venezuelana), foi sequestrado sob a alegação de "espionagem". Entretanto, o gendarme Gallo não tinha vínculos com operações de inteligência ou atividades oficiais. O incidente se agravou em 13 de dezembro, quando a Ministra da Segurança, Patricia Bullrich, por meio de sua conta no Twitter, exigiu a "libertação imediata desse cidadão argentino" e acrescentou: "Maduro, cada minuto que você o detiver será mais um passo em direção ao seu próprio fim". O Ministério das Relações Exteriores da Argentina condenou "com a maior firmeza a detenção arbitrária e injustificada de um funcionário local da representação diplomática argentina na República Bolivariana da Venezuela pelo regime de Nicolás Maduro".
Em 16 de dezembro, a Colômbia mudou sua postura branda e o Ministério das Relações Exteriores, liderado por Luis Gilberto Murillo, rejeitou o cerco à embaixada argentina em Caracas, depois que sete de seus cidadãos colombianos foram arbitrariamente detidos na Venezuela.
Em 18 de dezembro, soube-se que o governo venezuelano estava negociando a entrega de salvo-condutos em troca de uma pessoa detida na Argentina que era próxima ao governo venezuelano e o salvo-conduto de Jorge Glas, detido no Equador, Isso foi declarado pelo ministro das Relações Exteriores da Colômbia em um evento governamental na ilha caribenha de San Andrés. A ministra das Relações Exteriores do Equador, Gabriela Sommerfeld, confirmou a intenção de Nicolás Maduro de negociar um salvo-conduto para Jorge Glas em troca do salvo-conduto de seis refugiados na embaixada em Caracas.
Em 19 de dezembro, Fernando Martínez Mottola, um dos seis refugiados que foi Ministro dos Transportes de Carlos Andrés Pérez, entregou-se sob o cerco da polícia após mais de nove meses como refugiado e sem ver sua família na embaixada argentina em Caracas.

## Libertação e exílio
A "Operação Guacamaya", uma ação coordenada por Marco Rubio e agentes estrangeiros, incluindo a participação dos Estados Unidos, resultou na libertação de atores políticos sitiados na embaixada da Argentina na Venezuela. A operação teve início na madrugada de 4 de maio de 2025, aproveitando a viagem de Nicolás Maduro a Moscou e a subsequente fragilidade na segurança da embaixada, mantendo um rigoroso sigilo por três dias para evitar retaliações do regime. Em 6 de maio de 2025, o Secretário de Estado dos EUA, Marco Rubio, confirmou publicamente o resgate dos asilados, que já se encontravam em território americano. Paralelamente, Corina Parisca de Machado, mãe de María Corina Machado, que também estava sob cerco, conseguiu sair do país. No entanto, em 7 de maio, Diosdado Cabello, ministro do interior venezuelano, negou a operação de resgate, alegando que a saída dos opositores foi resultado de negociações e que apenas quatro indivíduos estavam na embaixada por vontade própria, enquanto Magalli Meda denunciava um allanamento em sua residência. Versões conflitantes surgiram sobre a saída de Claudia Macero e Corina Parisca, com Cabello afirmando que Corina Parisca saiu por negociação direta com María Corina Machado em 5 de maio, enquanto María Corina Machado contradizia essa afirmação. Segundo o jornal argentino El Clarín, a operação foi realizada com a ajuda de inteligência dos EUA, sem o conhecimento da Argentina, desmentindo a versão de salvo-condutos. A posterior incursão na residência de Humberto Villalobos, outro opositor envolvido, reforça a narrativa de que não houve negociação ou emissão de salvo-condutos, contradizendo as declarações de Cabello.

## Reações

### Nacional
Em um tuíte, a conta oficial do Comando Nacional de Campanha de María Corina Machado denunciou o “assédio e cerco” de funcionários encapuzados e armados, assim como Magalli Meda (um dos membros da oposição solicitantes de asilo na embaixada) disse: "Hoje acabamos de completar 170 dias isolados e solicitantes de asilo na Embaixada da Argentina (...) Nessas últimas 5 horas patrulhas, motos e funcionários encapuzados cercam a fachada da Embaixada (...) O que estamos vivendo é um estado sem controle, sem lei, sem direito. (...) Nas últimas 5 horas, patrulhas, motocicletas e funcionários encapuzados cercaram a fachada da Embaixada (...) O que estamos vivendo é um estado sem controle, sem lei, sem ordem, nem mesmo no âmbito do respeito internacional (...)".
María Corina Machado publicou em X que a decisão do governo argentino e a do governo brasileiro de proteger a embaixada “foram tomadas em estrita conformidade com o direito internacional, para garantir sua proteção e a garantia de seus direitos humanos” e que o cerco de Nicolás Maduro está "violando as convenções internacionais sobre asilo diplomático e a imunidade das missões diplomáticas".

### Internacional
- Argentina: A ministra da segurança da Argentina, Patricia Bullrich, disse em uma entrevista que "os argentinos estão determinados a não permitir que nossa embaixada seja levada ou sofra interferência". Da mesma forma, o Ministério das Relações Exteriores da Argentina emitiu um comunicado expressando o reconhecimento do Brasil "pela representação dos interesses argentinos na Venezuela", denunciando o evento à comunidade internacional, alertando o governo venezuelano que "deve respeitar a Convenção de Viena sobre Relações Diplomáticas, que consagra a inviolabilidade das instalações das missões” e que uma invasão da embaixada seria “condenada pela comunidade internacional".[35]
- Brasil: em um comunicado emitido pelo Ministério das Relações Exteriores do Brasil, o governo de Lula da Silva disse que estava "surpreso" e afirmou que não seguiria a ordem, baseando sua decisão em tratados internacionais que permitem que ele continue nessa função.[36]
- Chile: o governo chileno, por meio de seu Ministério das Relações Exteriores, comunicou sua "preocupação" e "rejeição" à decisão do governo Maduro e sua solidariedade com os governos da Argentina e do Brasil.[37]

- Costa Rica: o Ministério das Relações Exteriores da Costa Rica "deplorou" a decisão do regime venezuelano e "expressa sua solidariedade com a República Federativa do Brasil e a República da Argentina", além de "lembrar a Venezuela de suas obrigações internacionais".[38]
- Estados Unidos: O subsecretário de Estado para Assuntos do Hemisfério Ocidental (parte do Departamento de Estado dos EUA), Brian Nichols, disse no X: "expressamos nosso apoio inabalável aos governos do Brasil e da Argentina diante das ações ameaçadoras dos representantes de Maduro na Venezuela".[39]
- Guatemala: por meio de um comunicado em X, o Ministério das Relações Exteriores da Guatemala condenou a decisão tomada pela Venezuela e expressou solidariedade aos governos argentino e brasileiro.[40]
- Panamá: o Ministério das Relações Exteriores do Panamá, sob a presidência de José Raúl Mulino, expressou sua condenação "enérgica" e "manifesta sua profunda preocupação" com o cerco à embaixada.[41]
- Paraguai: o Ministério das Relações Exteriores do Paraguai, em um comunicado, "lamenta e rejeita" a decisão tomada pela Venezuela e insta a Venezuela a respeitar as normas internacionais.[42]
- Peru: o Estado peruano, por meio de seu Ministério das Relações Exteriores, disse que "insta o governo venezuelano a garantir plenamente a inviolabilidade das instalações, bens e arquivos da Argentina naquele país".[43]
- Uruguai: a chancelaria uruguaia emitiu um comunicado através do X onde "expressa sua preocupação com a decisão do governo da Venezuela", na mesma mensagem o Uruguai denunciou que as "ações do regime venezuelano violam a Convenção de Caracas sobre Asilo Diplomático de 1954 e a Convenção de Viena sobre Relações Diplomáticas", além de expressar sua solidariedade com a Argentina e o Brasil.[44]
- República Dominicana: o Ministério das Relações Exteriores da República Dominicana "expressou sua solidariedade com a exigência do Ministério das Relações Exteriores da Argentina de que as autoridades venezuelanas concedam sem demora o salvo-conduto estabelecido na Convenção de Asilo de 1954".[45]
- Colômbia: o Ministro das Relações Exteriores da Colômbia, Luis Gilberto Murillo, afirmou que "a Colômbia está fazendo gestões junto ao governo venezuelano para conceder salvo-conduto aos seis opositores que se refugiaram na residência da Embaixada da Argentina em Caracas, que é guardada pelo Brasil" e que "a Colômbia se ofereceu para assumir a custódia da embaixada" (assim como o Brasil).[46]
- Organização das Nações Unidas: O Secretário-Geral da ONU, António Guterres, por meio de seu porta-voz na segunda-feira, lembrou "o princípio da inviolabilidade das sedes diplomáticas e consulares" diante do cerco policial.[47]
- Organização dos Estados Americanos: Luis Almagro, atual secretário-geral da OEA, exclamou que “essas ameaças e ações são completamente contrárias à lei e não são de forma alguma aceitáveis para a comunidade internacional".[48]